# Nenê (futebolista)
Anderson Luiz de Carvalho (Jundiaí, 19 de julho de 1981), mais conhecido como Nenê, é um futebolista brasileiro que atua como meio-campista. Atualmente, joga pelo Juventude.
O apelido "Nenê" veio da época que jogava futebol de salão. Como era o menor e mais magro, driblava muito, pedia muita falta e por isso diziam que ele "chorava" muito, como um nenê (ou neném).

## Carreira

### Paulista de Jundiaí
Revelado nas categorias de base do Paulista de Jundiaí (que na época chamava-se Etti Jundiaí) no ano de 1999. Só em 2000 fez sua estreia: aos 18 anos, entrou no segundo tempo e marcou dois gols; a partir de então foi titular absoluto da equipe. Com boas partidas no ano de 2001, Nenê conquistou o Campeonato Paulista - Série A2 e o Campeonato Brasileiro - Série C.
No Paulista de Jundiaí, Nenê atuou em 72 jogos marcou 26 gols e conquistou 2 títulos.

### Palmeiras
Chamou a atenção do Palmeiras, que o contratou por empréstimo. Apesar do Palmeiras ter feito um ano ruim e terminado rebaixado para a Segunda divisão do Campeonato Brasileiro em 2002, Nenê Fez uma boa temporada com 31 jogos e 10 gols marcados, foi um dos destaques da equipe. Mas em um impasse entre o Paulista de Jundiaí, seu clube de origem, e o Palmeiras, Nenê acabou sendo prejudicado pelas negociações, não permanecendo no Verdão para o ano seguinte.

### Santos
Foi contratado pelo Santos no dia 28 de janeiro de 2003. Pelo clube santista, destacou-se no Campeonato Brasileiro, em uma equipe que possuía craques como Alex, Robinho, Diego, Elano e Ricardo Oliveira,sendo vice-campeão. Também fez parte do vice campeonato da Libertadores daquele ano, também foi convocado para a Seleção Brasileira Sub23 para disputa do Torneio do Qatar. No clube santista, Nenê fez 41 partidas e marcou 11 gols e foi o vice-artilheiro da equipe do Brasileirão daquele ano. No final do ano, foi contratado pelo Mallorca.

### Mallorca
Nenê fez uma boa temporada no clube espanhol, sendo destaque na La Liga e jogando ao lado de Samuel Eto'o, que posteriormente viria a jogar no Barcelona. Pelo clube de Maiorca, Nenê atuou em 35 partidas, marcou 2 gols e distribuiu 10 assistências.

### Alavés
Depois de uma boa temporada no Mallorca, Nenê era cobiçado por clubes maiores na Europa. Porém, ao invés de disputar posição com craques consagrados ou mesmo amargar o banco de reservas, Nenê decidiu aceitar o desafio de ser a estrela da companhia na equipe do Alavés em 2005. Ajudou o clube a conseguir o acesso à primeira divisão da Espanha, mas na temporada seguinte o meia não conseguiu evitar um novo rebaixamento e decidiu não continuar no clube. Pelo Alavés, Nenê disputou 78 jogos e marcou 21 gols, sendo o principal jogador da equipe em todo o período em que lá passou.

### Celta de Vigo
Em julho de 2006, após ser especulado no Sevilla, Nenê foi para o Celta de Vigo. Fez uma boa temporada e conquistou os seus primeiros títulos fora do Brasil: a Copa da Galícia de 2007, na qual fez dois gols na final, e o troféu Cidade de Vigo, torneio amistoso vencido também em 2007, títulos não muito expressivos. No Celta de Vigo, Nenê conseguiu marcar gols importantes contra Real Madrid empleno Santiago Berbabeu e vencido a equipe Merengue fora de casa, e também marcou gol contra o Barcelona de Ronaldinho Gaúcho no Camp Nou. fez 47 partidas e marcou nove gols, sendo também o principal jogador da equipe, porém devido a péssima campanha da equipe espanhola, o clube foi rebaixado para a segunda divisão do ano seguinte. Outro feito que Nenê alcançou nessa temporada foi o recorde de partidas como titular consecutivas na história do Campeonato Espanhol, foram 76 partidas seguidas, contando a temporada anterior pelo Alavés, ou seja, duas ligas inteiras disputadas as 38 rodadas. feito jamais alcançado até hoje.

### Monaco
Após mais uma boa temporada na Espanha, seu destino em 2007 foi a França, sendo contratado pelo   Monaco no dia 22 de agosto . Sendo o jogador com mais assistências na Ligue 1 com 10 passes para gol e o principal de sua equipe na temporada, Nenê entrou em conflito com o mesmo responsável pela sua vinda ao clube: o também brasileiro Ricardo Gomes. Assim, Nenê acabou sendo emprestado ao Espanyol no ano seguinte.

### Espanyol

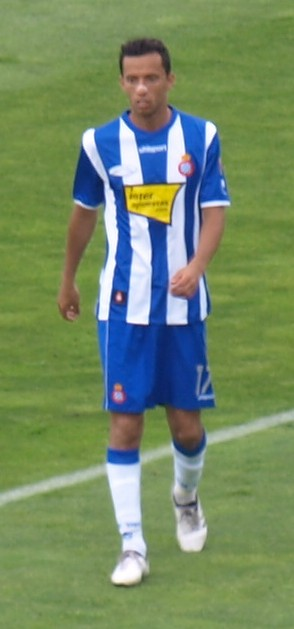
Nenê pelo Espanyol de Barcelona

Foi anunciado pelo Espanyol no dia 1 de setembro de 2008. Pelo clube catalão, Nenê fez uma boa temporada com 10 assistências, porém marcando apenas quatro gols, sendo um deles contra o Atlético de Madrid em pleno Vicente Calderón. Ao final do seu contrato de empréstimo, retornou para o Monaco.

### Retorno ao Monaco
Com a impossibilidade do clube da Catalunha de comprar seu passe, Nenê retornou para a França em 2009, onde disputou a temporada 2009–10. Dessa vez, destacou-se ainda mais, disputando a artilharia durante todo o Campeonato Francês e levando seu time à final da Copa da França, onde foi vice-campeão, perdendo a final para o Paris Saint-Germain. Nenê foi o artilheiro da equipe no ano com 15 gols e o líder de assistências com sete passes pra gols.

### Paris Saint-Germain

#### 2010–11

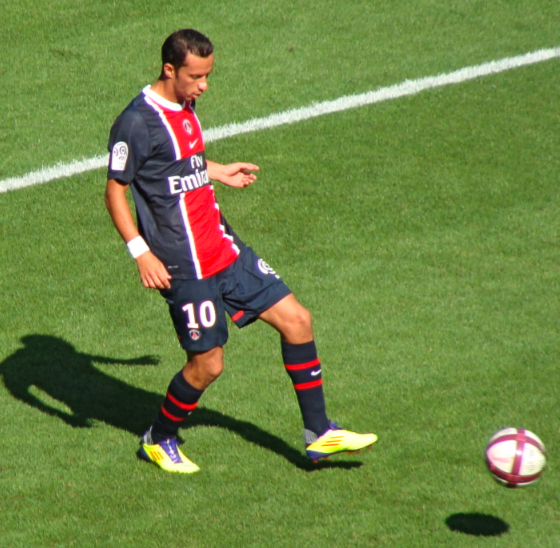
Nenê em 2011 pelo PSG

No dia 11 de julho de 2010, o meia foi adquirido pelo Paris Saint-Germain por 5,5 milhões de euros. Disputou um título logo no início da temporada: a Supercopa da França, mas perdeu nos pênaltis para o Olympique de Marseille. No mesmo ano, chegou a final da Copa da França, onde novamente foi vice-campeão, perdendo para o Lille. Em janeiro de 2011, Nenê foi eleito o melhor jogador do Campeonato Francês pela Revista France Football, e também o melhor jogador da temporada do PSG, escolhido pela torcida. Ganhando também o prêmio de melhor jogador estrangeiro da França, o jogador terminou a temporada como artilheiro do time com 20 gols.

#### 2011–12

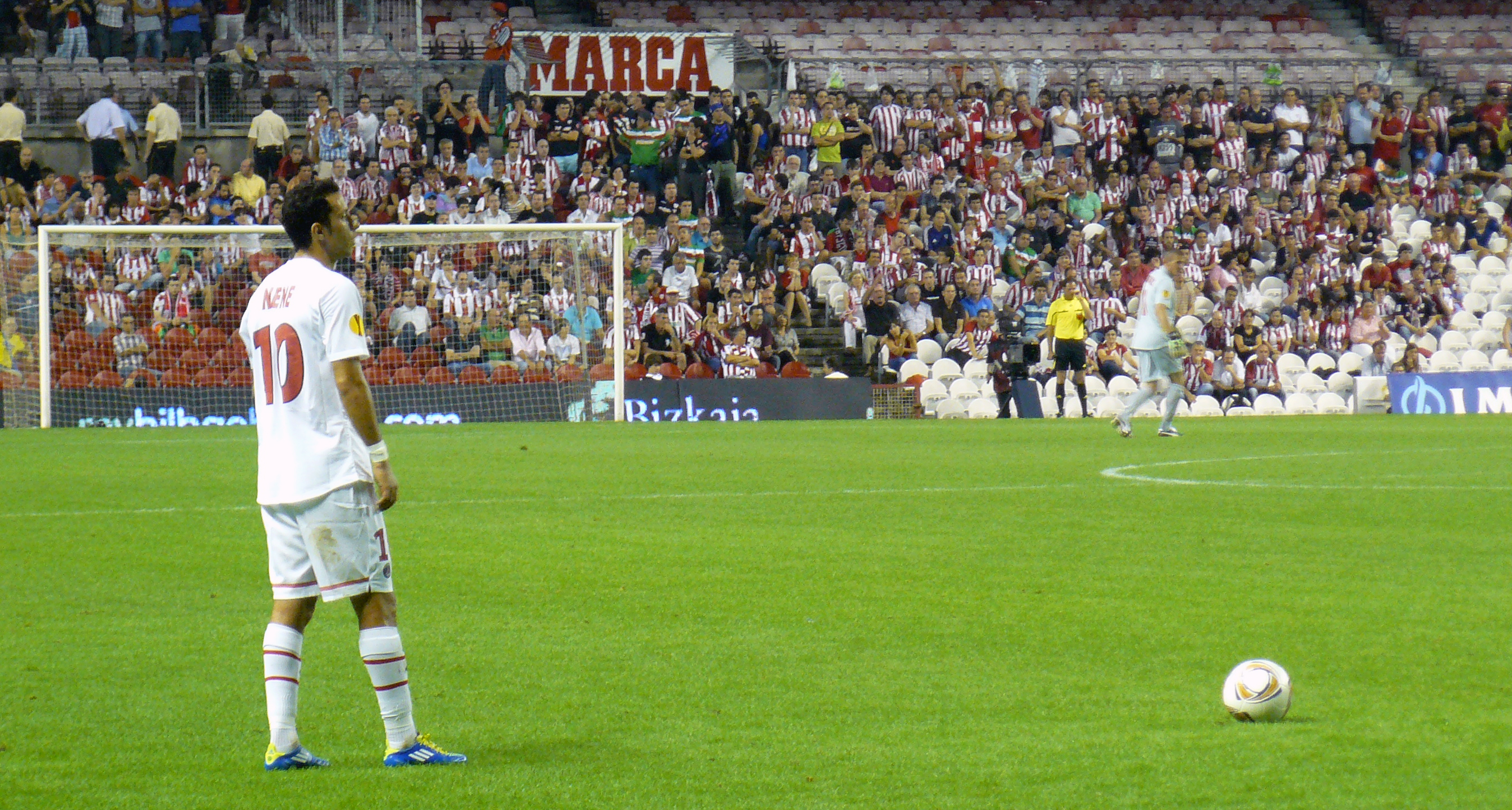
Nenê atuando contra o Athletic Bilbao na Liga Europa da UEFA

Na temporada seguinte, o meia foi vice-campeão francês e indicado novamente ao prêmio de melhor jogador do Campeonato Francês, perdendo para o belga Eden Hazard. Foi eleito novamente o melhor jogador do clube na temporada e foi o artilheiro da equipe na temporada com 27 gols, além de ser também artilheiro do Campeonato Francês, ao lado de Olivier Giroud, com 21 gols marcados.

### 2012-13
Na sua terceira temporada pelo clube Parisiense, Nenê fez parte do elenco que se sagrou campeão Francês daquele ano, e finalmente conquistou o sonhado título pelo clube, foi importante no primeiro turno com Gol e assistências. Também disputou sua primeira edição de Liga dos Campeões da Europa pelo Clube, sendo titular na fase de grupos e jogando muito bem.

#### Saída
Em dezembro de 2012, com a chegada de diversos craques renomados na Europa, Nenê perdeu espaço no time titular. Machucado, foi flagrado patinando no gelo. Após esses problemas, comunicou ao Paris Saint-Germain que pretendia deixar o clube já na virada do ano. Com contrato até julho de 2013, Nenê já poderia assinar pré-contrato com outro clube a partir de janeiro.
Ainda em 2012, com o interesse de diversas equipes brasileiras e europeias como o Milan, Nenê reiterou o seu "fim de ciclo" em Paris, onde, mesmo sendo ídolo da torcida, perdeu espaço no time titular. Para mudar de clube, o jogador não teve seu contrato renovado. Pelo PSG, Nenê participou de 3 temporadas, fez 112 partidas oficiais, marcou 48 gols, distribuiu 34 assistências e conquistou 1 título, sendo considerado um dos maiores ídolos da história do clube francês. Principalmente antes da transição do clube a nova era com compra do Catar.

### Al-Gharafa

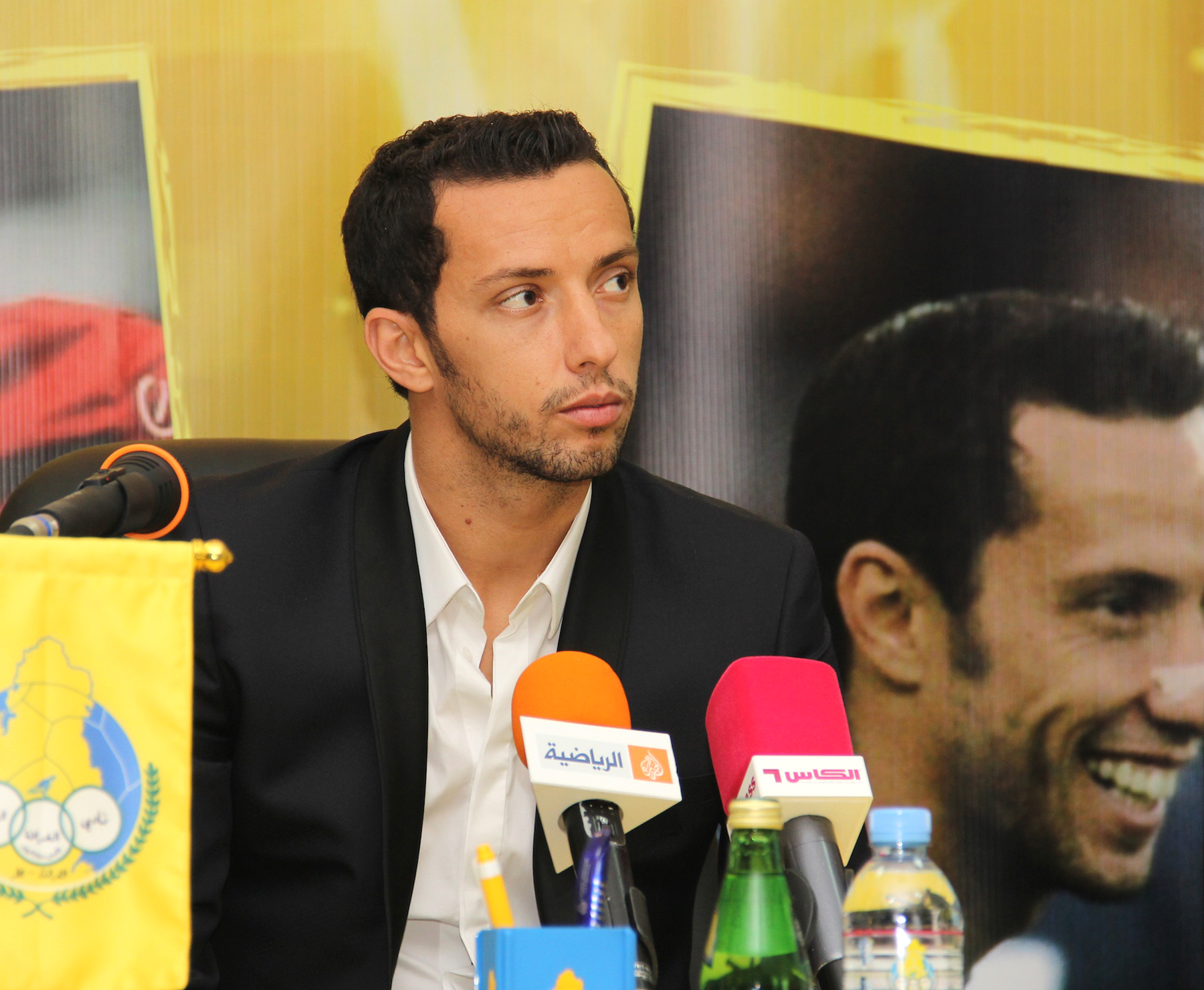
Nenê em sua apresentação no Al-Gharafa

A imprensa brasileira especulava seu acerto com o Santos ou Flamengo, porém, no dia 13 de janeiro de 2013, Nenê acertou com o Al- Gharafa, do Catar, onde afirmou: "o dinheiro que receberei no Al-Gharafa, é algo maravilhoso. É o tipo de coisa que só acontece uma vez na vida." Após o acerto com o Al-Gharafa, Nenê recebeu uma crítica do antigo vice-presidente do Santos, Odílio Rodrigues, reclamando do desgaste que poderia ter sido evitado com uma resposta rápida. Odílio inclusive admitiu, que passou pela cabeça dos dirigentes, a hipótese de o atleta estar usando o Santos para se valorizar, mas Nenê não aceitou tal possibilidade.
O meio-campista recebeu a camisa de número 10 e estreou no dia 22 de janeiro, na vitória por 3–1 sobre o Al-Kharitiyath (time do zagueiro brasileiro Domingos). Neste jogo, Nenê deu uma assistência de calcanhar para Diego Tardelli marcar um dos gols.
Já no dia 19 de março, Nenê foi expulso na derrota de 2–1 para o Al-Arabi. O meia brasileiro deu um soco em Houssine Kharja, sendo expulso aos 49 minutos do segundo tempo.
Ao todo, Nenê marcou 22 gols e deu quatro assistências pelo clube catariano.

### West Ham

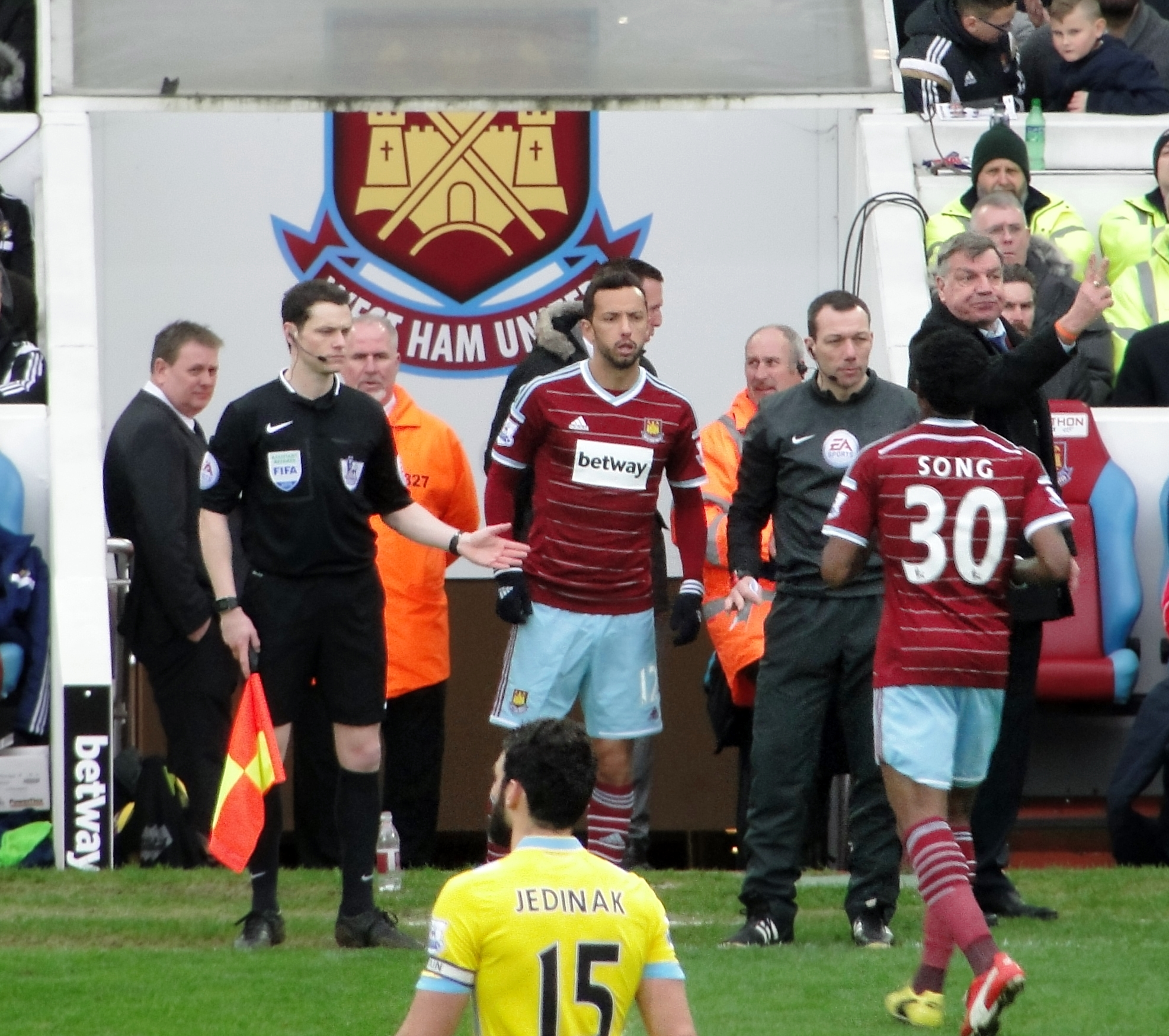
Nenê estreando pelo West Ham

No final de 2014, Nenê informou que deixaria a equipe do Catar para atuar em um campeonato mais forte, tendo seu contrato rescindido em janeiro de 2015. No dia 18 de fevereiro, acertou com o West Ham até junho.
Após atuar poucas partidas pelo clube inglês, não tendo marcado nenhum gol, Nenê decidiu não renovar o contrato com o West Ham e ficou livre no mercado.

### Vasco da Gama

#### 2015
Em agosto de 2015, Eurico Miranda confirmou a contratação de Nenê por dois anos. Vestindo a camisa 10, Nenê logo ganhou espaço no time quando o Vasco iniciou a reação no Brasileiro, que em 23 rodadas estava com apenas 13 pontos.
Nenê marcou gols importantes contra Atlético Mineiro, Flamengo, Avaí, São Paulo e Palmeiras; sendo insuficiente, pois na última rodada do Brasileiro, o Vasco teve um confronto direto contra o Coritiba na briga contra o descenso; a partida terminou em 0–0, e com esse resultado, além do próprio Vasco, Avaí, Goiás e Joinville, foram rebaixados para a Série B, amargando mais um rebaixamento em sua carreira (os outros foram com o Palmeiras em 2002 e com Alavés em 2006). A reação vascaína foi de 14 partidas, com sete vitórias, seis empates e uma única derrota, justamente contra o Fluminense, que não vencia o time vascaíno desde 2012.
Nenê fez 20 jogos pelo Brasileirão e marcou nove gols, sendo eleito o Craque da Galera no Prêmio Craque do Brasileirão. Após se destacar no Brasileirão pelo Vasco, começaram a surgir propostas, de alguns clubes do futebol brasileiro, como Palmeiras e Atlético Mineiro. O presidente do clube mineiro, inclusive declarou que: "se Nenê vier eu o buscarei no aeroporto pessoalmente."

#### 2016
Em janeiro de 2016, Nenê renovou contrato com o Vasco até dezembro de 2018. No dia 31 de janeiro, pelo Campeonato Carioca, Nenê ajudou a equipe a construir o placar de 4–1 sobre o Madureira; foi dele o cruzamento para Duvier Riascos fazer o primeiro gol, e também fez um dos gols do Vasco em cobrança de pênalti. Na segunda partida do ano contra o America, Nenê fez o primeiro gol do Vasco, em cobrança de pênalti, e deu duas assistências: uma para Riascos fazer um belo gol de voleio, e a outra para Rodrigo fazer o terceiro gol do Vasco; a partida terminou com vitória vascaína por de 3–1. Voltou a ser decisivo na terceira rodada do Cariocão, ajudando o Vasco a conquistar sua terceira vitória na competição, 2–0 sobre o Volta Redonda; Nenê abriu o placar em cobrança de pênalti, e deu passe para Thalles dar números finais à partida. Marcou pela quarta vez no Estadual, em uma vitória sobre o Tigres por 2–0, a quinta vitória em cinco jogos no Carioca. Seu bom desempenho desde que chegou a São Januário, já colocou Nenê como um dos melhores jogadores vascaínos dos últimos doze anos. Na oitava rodada, marcou um lindo gol por cobertura, o segundo da vitória vascaína sobre o Bonsucesso por 3–1. Com mais uma vitória o Vasco encerrou a primeira fase de forma invicta e como a melhor equipe de seu grupo no Campeonato Carioca. O Campeonato seguiu, Nenê continuou se destacando e ajudou o Vasco a conquistar o título estadual de forma invicta, pela sexta vez em sua história, se tornando assim o maior campeão invicto da competição. No fim da competição, Nenê entrou para a seleção do torneio como o melhor meio campo e ainda foi eleito o melhor jogador do torneio.
Em 14 de maio de 2016, Nenê marcou seu primeiro hat-trick pelo Vasco da Gama, diante do Sampaio Corrêa, em partida válida pela 1ª rodada da Série B, quando o Cruzmaltino goleou a equipe maranhense por 4–0 fora de casa. Na terceira rodada, marcou os dois gols da vitória vascaína sobre a equipe do Vila Nova por 2–0. Na rodada seguinte, anotou mais dois tentos, em uma emocionante vitória sobre o Bahia por 4–3, ajudando o Vasco a se manter com 100% de aproveitamento na competição. Marcou mais um gol no empate fora de casa contra o Oeste pela quinta rodada, seu oitavo gol na competição, alcançando uma marca inédita na história do Campeonato Brasileiro na era dos pontos corridos. Voltou a marcar apenas na derrota frente ao Paraná em São Januário no dia 28 de junho. Com um gol e uma assistência Nenê se destacou e foi o melhor da partida na vitória sobre o Brasil de Pelotas por 2–0 em 9 de julho.
Em 20 de agosto, marcou um gol de pênalti no empate contra o Sampaio Corrêa por 1–1, no início do returno da Série B. Contribuiu com um gol e uma assistência na vitória sobre o Oeste por 3–2, em São Januário, no dia 10 de setembro, pondo fim ao incômodo jejum de seis jogos sem vitória do time Cruzmaltino. Marcou seu 20° gol na temporada 2016, no jogo que marcou a eliminação da equipe vascaína da Copa do Brasil contra o Santos, empatando em 2–2 em São Januário (5–3 no agregado). No seu septuagésimo jogo oficial com a camisa vascaína, cobrou a falta que resultou no gol contra que garantiu a vitória do Vasco por 1–0 sobre o Londrina, em Manaus, pela 30ª rodada da Série B.
Após um avassalador início de Série B de 2016, na qual Nenê marcou 10 gols nas 19 primeiras rodadas, o meia acabou caindo de rendimento, junto com toda a equipe vascaína, tendo anotado apenas dois tentos no returno. Apesar disso, e de uma boa proposta do Atlético Mineiro, Nenê ressaltou que queria permanecer no Vasco.

#### 2017
No dia 2 de fevereiro de 2017, Nenê se destacou na vitória sobre o Bangu por 3–1, pela segunda rodada do Campeonato Carioca. Além de dar uma assistência, Nenê marcou um gol olímpico, sendo o melhor jogador da partida. Já no dia 9 de fevereiro, fez os dois gols da classificação vascaína na primeira fase da Copa do Brasil em partida contra o Santos do Amapá. Em seu nonagésimo jogo com a camisa vascaína, marcou um belo gol com a perna direita no empate em 2–2 com o Macaé. Voltou a marcar no dia 26 de março, contra o Flamengo, no empate em 2–2. Também deu uma assistência nesta partida.
Pouco fez na derrota contra o Palmeiras por 4–0 em São Paulo, na estreia do Brasileirão; jogo que também ficou marcado por ser o seu centésimo (97 oficiais) com a camisa do Vasco. Após passar um jogo no banco pela primeira vez desde que chegou ao Vasco (contra o Bahia em São Januário), Nenê voltou a marcar na vitória sobre o Fluminense por 3–2 na Colina; o gol marcado por Nenê, decidiu a partida nos acréscimos do segundo tempo. Em 25 de junho, novamente em São Januário, Nenê fez o único gol da vitória vascaína sobre o Atlético Goianiense por 1–0, sendo um belo gol de falta.
Após seguidas más atuações, seu rendimento caiu bastante no decorrer do Campeonato Brasileiro. Ainda no comando do treinador Milton Mendes, Nenê não escondeu sua insatisfação com o banco de reservas –  nem sequer entrando em algumas partidas –  e teve sua saída sondada, mas nenhuma negociação foi concretizada. Com a demissão do treinador, Nenê voltou a ser titular e foi muito importante no jogo contra o Fluminense, válido pela 22ª rodada, quando o Vasco ganhou por 1–0, sendo ele protagonista em campo, com uma bela atuação, dribles e quase um gol de calcanhar.
No dia 25 de setembro, voltou a marcar depois de um jejum de exatamente três meses; o gol foi marcado contra o Sport, na Ilha do Retiro, em partida válida pelo Brasileirão. Nenê abriu o placar, porém o Vasco não conseguiu conter a pressão do time da casa e o jogo terminou com um empate em 1–1. No seu jogo de número 120 com a camisa Cruzmaltina, marcou seu gol de número 42 pelo Vasco, no clássico contra o Botafogo, no Maracanã. O gol deu a vitória ao Gigante da Colina por 1–0, válida pelo Brasileirão. Voltou a marcar um gol de falta na vitória por 2–1 sobre o seu ex-clube: Santos, na Vila Belmiro, válida pelo Brasileirão. O gol de Nenê foi o gol da virada do Cruzmaltino, que começou perdendo. O clube não ganhava no estádio havia 11 anos, desde 2006. Na última rodada do Brasileirão, diante da Ponte Preta, em São Januário, Nenê perdeu o seu terceiro pênalti com a camisa do Vasco; ainda assim, o Cruzmaltino saiu de campo com a vitória por 2–1 (com o gol da vitória sendo marcado por Mateus Vital, que entrou no lugar de Nenê), e a classificação para a Copa Libertadores do ano seguinte.

#### 2018
No primeiro jogo da equipe na temporada, diante do Bangu em São Januário, Nenê foi expulso após acumular dois cartões amarelos. Foi a primeira expulsão de Nenê com a camisa do Vasco. O jogo terminou com derrota Cruzmaltina por 2–0, válida pelo Campeonato Carioca. No seu segundo jogo na temporada, em meio a especulações de uma possível saída para o São Paulo, Nenê marcou um gol de pênalti mas não conseguiu evitar a derrota para a Cabofriense por 2–1 em Bacaxá, válida pelo Campeonato Carioca. Ao final do jogo, o meia disse que estava focado no Vasco.

### São Paulo

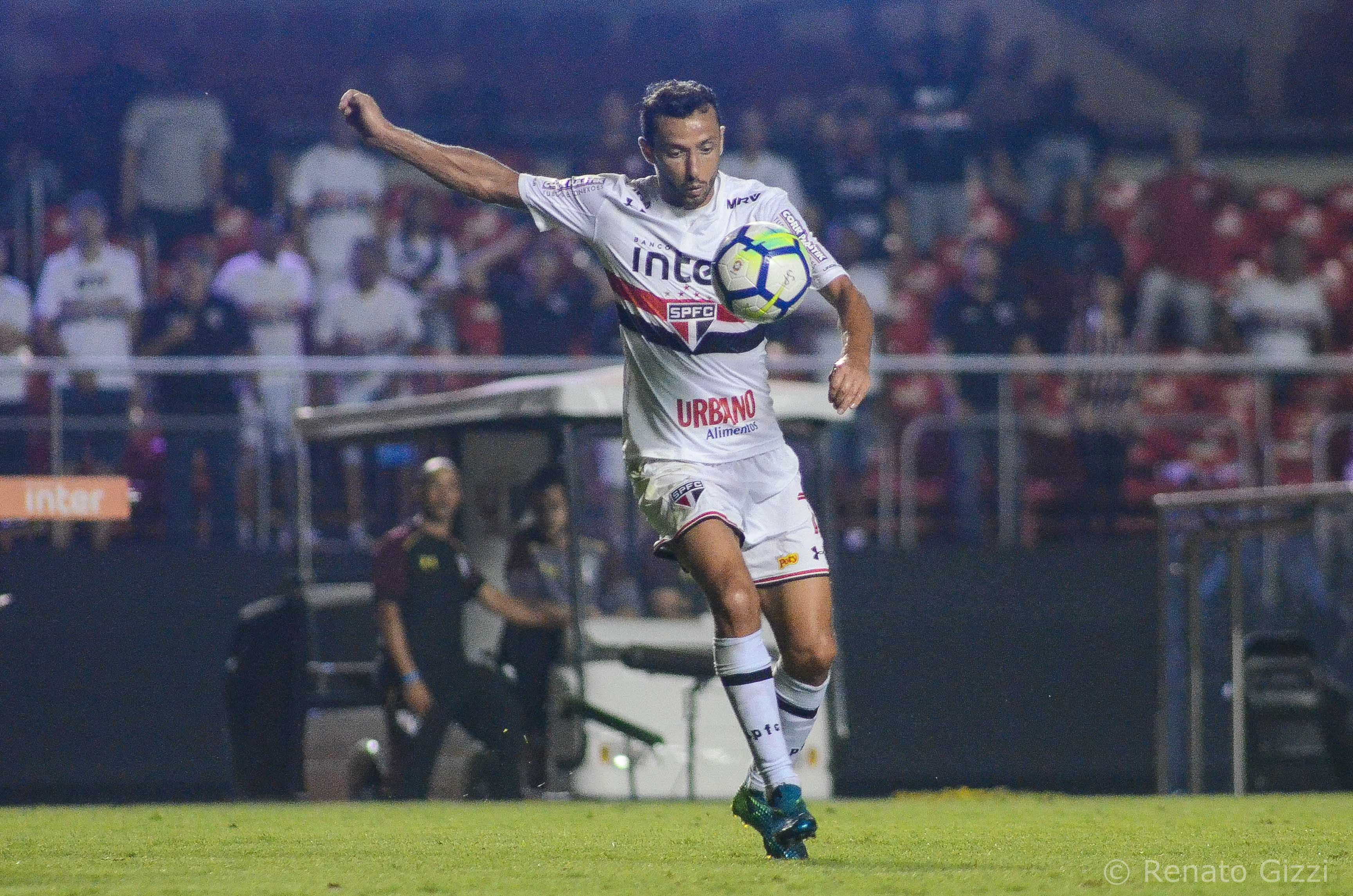
Nenê em ação pelo São Paulo

No dia 26 de janeiro de 2018, os jornais ESPN Brasil e UOL Esporte confirmaram a contratação de Nenê pelo São Paulo. Em 29 de janeiro, foi anunciado de forma oficial, assinando contrato por duas temporadas. Fez sua estreia em 3 de fevereiro, na vitória por 2–0 sobre o Botafogo-SP, pelo Campeonato Paulista. Na rodada seguinte, contra o Bragantino, marcou seu primeiro gol com a camisa do São Paulo, após converter um pênalti sofrido pelo próprio, na vitória por 1–0. Na partida seguinte, abriu o placar na vitória por 2–0 sobre o CSA, em partida válida pela segunda fase da Copa do Brasil. Em 25 de março, marcou o único gol da vitória do São Paulo sobre o Corinthians, na partida de ida da semifinal do Campeonato Paulista.
Em 27 de maio, pela sétima rodada do Campeonato Brasileiro contra o América Mineiro, marcou duas vezes na vitória por 3–1. Em 9 de junho, fez o único gol do São Paulo na vitória por 1–0 sobre o Atlético Paranaense, na Arena da Baixada, quebrando um tabu de nunca ter vencido o Atlético na Arena em 36 anos.
Em 12 de julho de 2019, acertou sua rescisão de contrato com o São Paulo.

### Fluminense

#### 2020
Após rescindir com o São Paulo, assinou contrato com o Fluminense até o fim de 2020, renovando depois até o final de 2021.
Melhor meia e vice-campeão do Campeonato Carioca de 2020, Nenê, aos 39 anos, sagrou-se um dos artilheiros da Copa do Brasil de 2020, com seis gols, tornando-se o jogador mais velho a atingir esse feito, colaborando na campanha que levou o Fluminense à Copa Libertadores da América de 2021. Nessa edição da Copa do Brasil, marcou um hat-trick contra o Figueirense.

#### 2021
Em 17 de junho, Nenê completou 100 jogos pela Fluminense na vitória por 1–0 sobre o Santos, válido pela 4a rodada do Campeonato Brasileiro, sendo inclusive o autor do gol da vitória na partida. Já no dia 13 de julho, marcou o gol na vitória de 2–0 sobre o Cerro Porteño, no Estádio General Pablo Rojas, em jogo válido pelas oitavas de final da Copa Libertadores, atingindo a marca histórica se tornando o mais velho a marcar no mata-mata da competição continental.
Após perder espaço no time titular com Roger Machado e não conseguir recuperá-lo com o seu substituto Marcão, no decorrer da temporada de 2021, Nenê rescindiu seu contrato amigavelmente com o Fluminense em 14 de setembro. Ao todo atuou em 118 jogos pelo clube e fez 28 gols.

### Retorno ao Vasco da Gama

#### 2022
Após rescindir com o Fluminense, acertou seu retorno ao Vasco da Gama, assinando até o fim de 2022. Fez sua reestreia pelo Vasco em 16 de setembro, no empate de 1–1 com o CRB na 24.a rodada da Série B do Campeonato Brasileiro de 2021, tendo a sua atuação elogiada pelo técnico que também estava estreando, Fernando Diniz.
Fez seu 1º gol pós-retorno ao Vasco em 19 de setembro, no empate de 1–1 com o Cruzeiro em jogo válido pela 25ª rodada da Série B do Campeonato Brasileiro.
Nenê chamou atenção após chorar em uma entrevista depois do Vasco da Gama perder de 4 a 0 para o Botafogo em um clássico em São Januário.
No dia, 24 de maio de 2022, em cerimônia na Câmara Municipal, Nenê recebeu título de cidadão honorário da cidade do Rio de Janeiro, aprovado pelo vereador Felipe Michel, do Partido Progressista (PP).
Em 6 de novembro de 2022, Nenê marcou o gol do acesso do Vasco, na partida contra o Ituano, que ficou conhecido como a "Batalha de Itu". Em 2021, Nenê chorou em uma partida contra o Botafogo que determinou a permanência do Vasco na Série B, Nenê desabafou dizendo que só sairia do Vasco após subir com o clube. Sendo assim, cumprindo sua promessa de colocar o Vasco na Série A.

#### 2023
Em 5 de março, Nenê completou 200º jogos pelo Vasco na vitória por 1 a 0 no clássico com o Flamengo.
Nenê deixou o Vasco ao fim do Campeonato Carioca 2023, ele atuou 199 vezes pelo Cruzmaltino em jogos oficiais,já na contagem do clube, que inclui amistosos, o camisa 10 soma 204 jogos. Nenê marcou 63 gols. Ele é o segundo maior artilheiro do clube no século 21, ficando atrás apenas de Romário, que tem 131 gols.

#### Fim de sua história com o Vasco
Sua história com a camisa do Vasco, começou em 2015, quando o clube brigava contra o rebaixamento à Série B, na qual o Vasco teve uma grande arrancada durante o segundo turno do campeonato, mas que não foi suficiente para evitar o rebaixamento daquele ano, com Nenê sendo peça fundamental no segundo turno e ganhando o prêmio Craque da Galera ao fim da temporada. Em 2016, foi importante na conquista do bicampeonato carioca invicto e no acesso à Série A. Em 2017, também foi peça fundamental na classificação do Vasco à Copa Libertadores de 2018. Em 2022, foi fundamental no acesso do Vasco à Série A do ano seguinte, tendo feito o gol decisivo na "Batalha de Itu", vencida pelo Vasco na última rodada do campeonato. Somando as suas duas passagens no Vasco, conquistou 3 títulos: Campeonato Carioca 2016, Taça Guanabara 2016 e Taça Rio 2017.

### Juventude
Em 12 de abril de 2023, Nenê foi anunciado pelo Juventude para disputa da Série B do Campeonato Brasileiro. Em 22 de abril de 2023, Nenê fez sua estreia contra o Novorizontino, na qual o seu novo clube saiu derrotado por 1x0.[carece de fontes?] Já em 3 de maio, ele marcou seu primeiro gol pelo Juventude na vitória sobre o Guarani, pelo placar de 1 a 0, no Estádio Alfredo Jaconi, em jogo válido pela quarta rodada, logo nos primeiros minutos de jogo. Ao final da temporada, Nenê juntamente com o elenco, conduziram o Juventude à elite do Campeonato Brasileiro, terminando a competição na 2ª colocação. Nenê terminou a temporada 2023 pelo Juventude sendo peça fundamental para o acesso, anotando 7 gols e 7 assistências em 28 jogos. 
No jogo do acesso contra o Ceará, válido pela 38ª rodada da Série B, Nenê exagerou na comemoração do segundo gol e quebrou o vidro de um dos camarotes do Estádio Presidente Vargas. Os estilhaços atingiram alguns torcedores do Ceará que estavam nas cadeiras sociais, incluindo as esposas dos atacantes Chrystian Barletta e Saulo Mineiro, ambos da equipe adversária. Uma equipe da Polícia Militar do Ceará (PM-CE) conduziu o atleta, no sábado (25), para o 34º Distrito Policial (DP), unidade plantonistas da Polícia Civil do Estado do Ceará, envolvido, segundo a SSPDS, em um crime de lesão corporal culposa, registrado no Presidente Vargas. O jogador foi autuado em flagrante pelo crime de lesão corporal culposa. Após o pagamento de fiança, ele foi liberado, mas continuará respondendo após o episódio.
No dia 24 de dezembro de 2023, como forma de presente de natal para a torcida jaconera, Nenê decide adiar sua aposentadoria e anuncia sua renovação com o Juventude até o final de 2024, o anúncio foi feito através de um vídeo, onde Nenê se disfarça de vendedor na loja do clube, atendendo diversos torcedores. O jogador irá disputar o Campenato Brasileiro de Série A, Copa do Brasil e o Campeonato Gaúcho nesta temporada, onde ao final dela, irá se despedir oficialmente dos gramados.
Em 24 de dezembro de 2024, o atleta renovou um novo contrato com o Juventude. Com contrato diferenciado em relação aos últimos anos, o novo vínculo será formado principalmente com gatilhos de produtividade e metas a serem alcançadas ao longo de 2025. O anúncio de sua renovação, foi novamente feito através de um vídeo, onde Nenê se passa por um idoso aposentado vivendo seu dia a dia, mas tudo não se passa de um pesadelo, ele acorda e vai se exercitar em sua bicicleta ergométrica.

## Seleção Brasileira
Nenê atuou em 2003 pela Seleção Brasileira Sub-23, quando ainda jogava pelo Santos. Ajudou a equipe a conquistar a terceira colocação no Torneio do Catar, fazendo um gol na goleada de 4–2 contra a Turquia.
Em 2011, quando atuava pelo Paris Saint-Germain, teve cogitada a sua convocação para a Seleção Brasileira principal, para um amistoso contra a França, em Paris; no entanto, Nenê acabou ficando fora da lista do treinador Mano Menezes. Quatro anos depois, em 2016, dessa vez quando atuava pelo Vasco da Gama, novamente foi cogitada a sua convocação, mas dessa vez foi Dunga quem decidiu não convocá-lo.

## Estatísticas
- Atualizado até 29 de Agosto de 2024[87][88][89]

| Club                  | Season         | League           | League | League | State league | State league | National cup | National cup | Continental | Continental | Other | Other | Total | Total |
| Club                  | Season         | Division         | Apps   | Goals  | Apps         | Goals        | Apps         | Goals        | Apps        | Goals       | Apps  | Goals | Apps  | Goals |
| --------------------- | -------------- | ---------------- | ------ | ------ | ------------ | ------------ | ------------ | ------------ | ----------- | ----------- | ----- | ----- | ----- | ----- |
| Paulista              | 2000-2001      | Série B          | 0      | 0      | 0            | 0            | —            | —            | —           | —           | 15    | 6     | 72    | 26    |
| Palmeiras             | 2002           | Série A          | 25     | 5      | —            | —            | 0            | 0            | —           | —           | 5     | 3     | 31    | 10    |
| Santos                | 2003           | Série A          | 22     | 8      | 3            | 0            | —            | —            | 13          | 3           | —     | —     | 41    | 11    |
| Mallorca              | 2003-04        | La Liga          | 29     | 2      | —            | —            | 2            | 0            | 6           | 0           | —     | —     | 37    | 2     |
| Alavés                | 2004-05        | Segunda División | 40     | 12     | —            | —            | 0            | 0            | —           | —           | —     | —     | 40    | 12    |
| Alavés                | 2005-06        | La Liga          | 38     | 9      | —            | —            | 0            | 0            | —           | —           | —     | —     | 38    | 9     |
| Alavés                | Total          | Total            | 78     | 21     | —            | —            | 0            | 0            | —           | —           | —     | —     | 78    | 22    |
| Celta de Vigo         | 2006-07        | La Liga          | 38     | 8      | —            | —            | 1            | 0            | 9           | 1           | —     | —     | 48    | 9     |
| Monaco                | 2007-08        | Ligue 1          | 28     | 5      | —            | —            | 0            | 0            | —           | —           | 2     | 2     | 30    | 7     |
| Monaco                | 2008-09        | Ligue 1          | 1      | 0      | —            | —            | 0            | 0            | —           | —           | —     | —     | 1     | 0     |
| Monaco                | 2009-10        | Ligue 1          | 34     | 14     | —            | —            | 6            | 1            | —           | —           | 1     | 0     | 41    | 15    |
| Monaco                | Total          | Total            | 63     | 19     | —            | —            | 6            | 1            | —           | —           | 3     | 2     | 70    | 22    |
| Espanyol (empréstimo) | 2008-09        | La Liga          | 35     | 4      | —            | —            | 4            | 0            | —           | —           | —     | —     | 36    | 4     |
| Paris Saint-Germain   | 2010-11        | Ligue 1          | 35     | 14     | —            | —            | 7            | 2            | 9           | 4           | —     | —     | 51    | 20    |
| Paris Saint-Germain   | 2011-12        | Ligue 1          | 35     | 21     | —            | —            | 5            | 4            | 7           | 2           | —     | —     | 47    | 27    |
| Paris Saint-Germain   | 2012-13        | Ligue 1          | 9      | 1      | —            | —            | 1            | 0            | 4           | 0           | —     | —     | 14    | 1     |
| Paris Saint-Germain   | Total          | Total            | 79     | 36     | —            | —            | 13           | 6            | 20          | 6           | —     | —     | 112   | 48    |
| Al-Gharafa            | 2012-13        | QSL              | 6      | 3      | —            | —            | 0            | 0            | 7           | 2           | 3     | 2     | 14    | 7     |
| Al-Gharafa            | 2013-14        | QSL              | 23     | 10     | —            | —            | 3            | 1            | —           | —           | 3     | 0     | 29    | 11    |
| Al-Gharafa            | 2014-15        | QSL              | 14     | 7      | —            | —            | 0            | 0            | —           | —           | —     | —     | 8     | 7     |
| Al-Gharafa            | Total          | Total            | 43     | 20     | —            | —            | 3            | 1            | 7           | 2           | 6     | 2     | 50    | 25    |
| West Ham United       | 2014-15        | Premier League   | 8      | 0      | —            | —            | 0            | 0            | —           | —           | —     | —     | 8     | 0     |
| Vasco da Gama         | 2015           | Série A          | 20     | 9      | —            | —            | 3            | 0            | —           | —           | —     | —     | 23    | 9     |
| Vasco da Gama         | 2016           | Série B          | 31     | 13     | 17           | 7            | 7            | 1            | —           | —           | —     | —     | 55    | 21    |
| Vasco da Gama         | 2017           | Série A          | 31     | 5      | 15           | 3            | 3            | 3            | —           | —           | —     | —     | 49    | 11    |
| Vasco da Gama         | 2018           | Série A          | 0      | 0      | 2            | 1            | 0            | 0            | —           | —           | —     | —     | 2     | 1     |
| Vasco da Gama         | Total          | Total            | 82     | 27     | 34           | 11           | 13           | 4            | —           | —           | —     | —     | 129   | 42    |
| São Paulo             | 2018           | Série A          | 35     | 8      | 12           | 2            | 4            | 2            | 4           | 0           | —     | —     | 55    | 12    |
| São Paulo             | 2019           | Série A          | 2      | 0      | 10           | 0            | 2            | 0            | 2           | 0           | —     | —     | 16    | 0     |
| São Paulo             | Total          | Total            | 37     | 8      | 22           | 2            | 6            | 2            | 6           | 0           | 0     | 0     | 71    | 12    |
| Fluminense            | 2019           | Série A          | 25     | 3      | 0            | 0            | 0            | 0            | 2           | 0           | —     | —     | 27    | 3     |
| Fluminense            | 2020           | Série A          | 31     | 8      | 13           | 6            | 6            | 6            | 2           | 0           | —     | —     | 52    | 20    |
| Fluminense            | 2021           | Série A          | 15     | 1      | 7            | 1            | 5            | 1            | 10          | 2           | —     | —     | 37    | 5     |
| Fluminense            | Total          | Total            | 71     | 12     | 20           | 7            | 11           | 7            | 14          | 2           | 0     | 0     | 116   | 28    |
| Vasco da Gama         | 2021           | Série B          | 14     | 4      | 0            | 0            | 0            | 0            | —           | —           | —     | —     | 14    | 4     |
| Vasco da Gama         | 2022           | Série B          | 33     | 7      | 10           | 5            | 2            | 0            | —           | —           | —     | —     | 45    | 12    |
| Vasco da Gama         | 2023           | Série A          | 0      | 0      | 9            | 1            | 2            | 1            | —           | —           | —     | —     | 11    | 2     |
| Vasco da Gama         | Total          | Total            | 47     | 11     | 19           | 6            | 4            | 1            | 0           | 0           | 0     | 0     | 70    | 18    |
| Juventude             | 2023           | Série B          | 28     | 7      | —            | —            | —            | —            | —           | —           | —     | —     | 28    | 7     |
| Juventude             | 2024           | Série A          | 18     | 2      | 5            | 0            | 2            | 0            | —           | —           | —     | —     | 18    | 2     |
| Total Carreira        | Total Carreira | Total Carreira   | 705    | 190    | 103          | 26           | 65           | 22           | 75          | 14          | 29    | 13    | 1018  | 288   |

1. ↑  All appearances in Torneio Rio – São Paulo
2. ↑  Four appearances and two goals in Copa dos Campeões, one appearance and one goal in Supercampeonato Paulista
3. 1 2 3  All appearances in Campeonato Paulista
4. ↑  Twelve appearances and one goal in Copa Libertadores, one appearance in Copa Sudamericana
5. 1 2  All appearances in UEFA Cup
6. 1 2  All appearances in Coupe de la Ligue
7. 1 2  All appearances in UEFA Europa League
8. ↑  All appearances in UEFA Champions League
9. ↑  All appearances in AFC Champions League
10. 1 2 3 4 5 6 7 8 9  All appearances in Campeonato Carioca

## Títulos

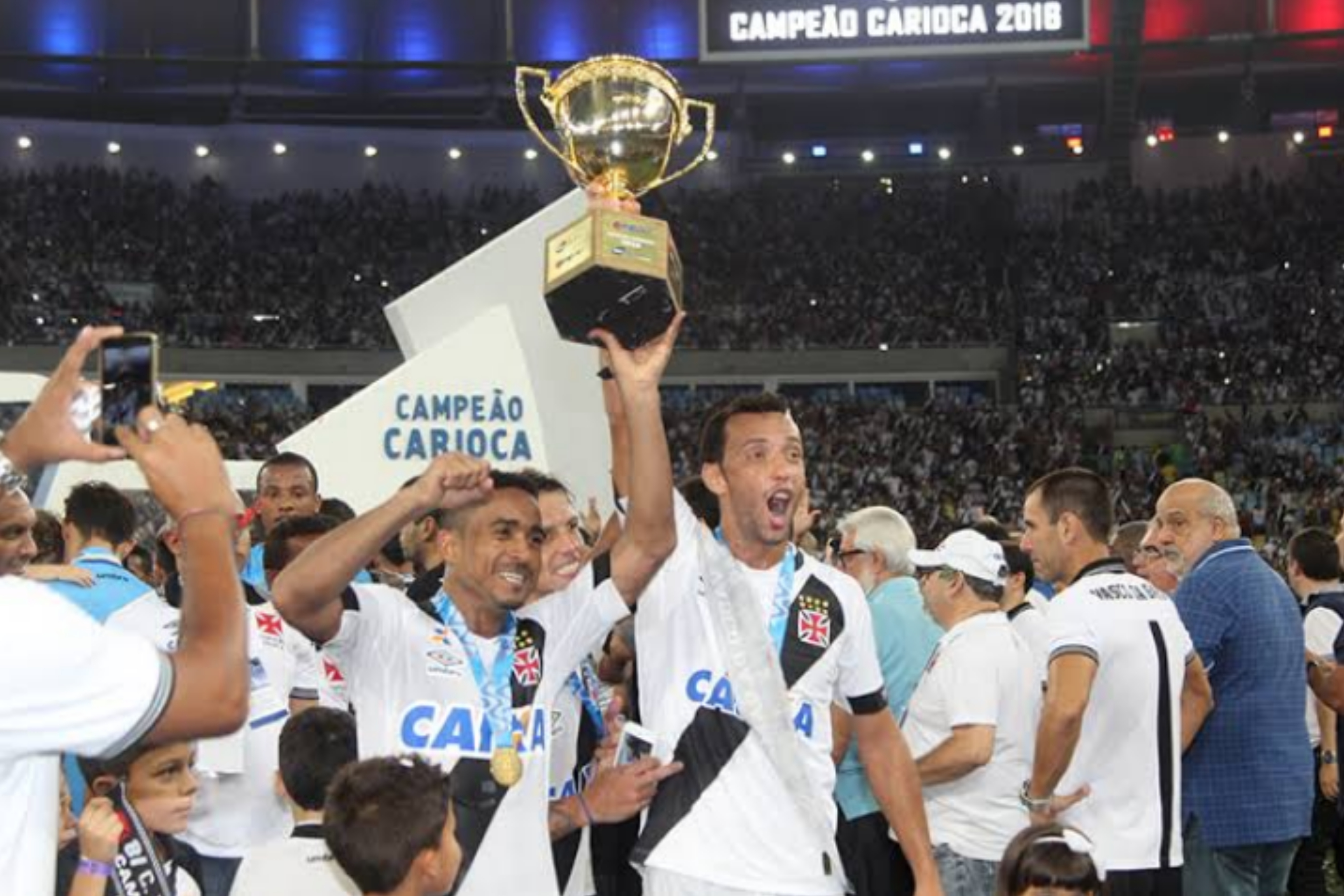
Nenê comemorando o título do Campeonato Carioca de 2016

### Títulos
Paulista
- Campeonato Paulista - Série A2: 2001
- Campeonato Brasileiro - Série C: 2001

Mallorca
- Troféu Ilhas Baleares: 2004

Celta de Vigo
- Troféu Cidade de Vigo: 2006
- Copa da Galícia: 2007

Espanyol
- Troféu Cidade de Barcelona: 2008

Paris Saint-Germain
- Innsbruck Cup: 2011
- Ligue 1: 2012–13

Vasco da Gama
- Campeonato Carioca: 2016
- Taça Guanabara: 2016
- Taça Rio: 2017

Fluminense
- Taça Rio: 2020

## Prêmios individuais
Paris Saint-Germain
- Melhor Jogador do Campeonato Francês: 2010–11 - France Football
- Melhor Jogador Estrangeiro do Campeonato Francês: 2010–11
- Seleção do Campeonato Francês (melhor atacante): 2010–11 e 2011–12
- Jogador do Mês do Campeonato Francês: dezembro de 2010, outubro de 2011, janeiro de 2012 e fevereiro de 2012
- Jogador da Temporada do PSG: 2010-11 e 2011–12[91]

Vasco da Gama
- Prêmio Craque do Brasileirão: 2015 (Craque da Galera)[92]
- Drible mais bonito do: Campeonato Brasileiro: 2015 (É Gol)[93]
- Seleção do Campeonato Carioca: 2016[94]
- Melhor Meia do Campeonato Carioca: 2016
- Melhor Jogador do Campeonato Carioca: 2016[95]
- Seleção do Campeonato Brasileiro - Série B: 2016
- Seleção das Estatísticas do Campeonato Carioca (Lance!): 2017[96]
- Seleção do Campeonato Carioca: 2022 (Melhor Meia)
- Seleção do Campeonato Brasileiro - Série B: 2022

- Jogador da Temporada Vasco da Gama: (2015 e 2021)

São Paulo
- Seleção do Campeonato Brasileiro: 2018 (primeiro turno)

Fluminense
- Seleção do Campeonato Carioca: 2020[97]
- Melhor Meia do Campeonato Carioca: 2020[98]

Juventude
- Seleção do Campeonato Brasileiro - Série B: 2023
- Prêmio Não É Só Futebol (Campeonato Brasileiro): 2024[99]

### Líder em assistências
Mônaco
- Líder de assistências Campeonato Francês: 2007–08 (10 assistências)

Vasco da Gama
- Líder de assistências Campeonato Carioca: 2016 (8 assistências)
- Líder de assistências Campeonato Brasileiro - Série B: 2016 (9 assistências)
- Líder de assistências Florida Cup: 2017 (2 assistências)
- Líder de assistências Campeonato Brasileiro - Série B: 2022 (7 assistências)

### Artilharias
Mônaco
- Artilheiro da Temporada Mônaco: 2009-10 (15 Gols)

Paris Saint-Germain
- Artilheiro Campeonato Francês: 2011–12 (21 gols)
- Artilheiro da Temporada PSG: 2010-11 (20 Gols) e 2011-12 (27 Gols)
- Jogador brasileiro com mais gols na Europa: 2010–11 (20 gols) e 2011–12 (27 gols)

Vasco da Gama
- Artilheiro Florida Cup: 2017 (2 gols)
- Artilheiro da Temporada Vasco da Gama: 2016 (21 Gols) e 2017 (13 Gols)

Fluminense
- Artilheiro Copa do Brasil: 2020 (6 gols)[100]
- Artilheiro da Temporada Fluminense: 2020 (20 Gols)

## Recordes
Paris Saint-Germain
- 3° maior artilheiro brasileiro da história do PSG. (52 gols).
- 12° maior artilheiro da história do PSG. (52 gols).

Vasco da Gama
- Maior artilheiro do Vasco da Gama na década 2010-2020. (44 gols).
- 2° maior artilheiro do Vasco da Gama no Século XXI. (63 gols).
- 28° maior artilheiro da história do Vasco da Gama. (63 gols).
- Jogador com mais assistências do Vasco da Gama no Século XXI. (51 assistências).
- 14° Jogador com mais assistências na história do Vasco da Gama. (51 assistências).
- Jogador mais velho a fazer um gol na história do Vasco da Gama. (41 anos e 7 meses).
- 3° Jogador mais velho a fazer um gol na Copa do Brasil. (41 anos e 7 meses).

Fluminense
- Jogador mais velho a fazer um gol na fase mata-mata da Libertadores da América. (39 anos e 6 meses).
- 3° jogador brasileiro mais velho a fazer um gol na história da Libertadores da América. (39 anos e 6 meses).
- 7° jogador mais velho a fazer um gol na história da Libertadores da América. (39 anos e 6 meses).